# Mitchell's Fish Market
O Mitchell's Fish Market é uma cadeia americana de restaurantes de frutos do mar fundada em 1998 pelo restaurateur Cameron Mitchell de Columbus, Ohio.
Começando com um único local aberto em 1998 em Columbus chamado “Columbus Fish Market”, em 2006, a cadeia tinha 12 locais. A cadeia fazia parte do grupo Cameron Mitchell Restaurants até 2008, quando a cadeia de então 22 unidades, incluindo 19 unidades do Fish Market, foi vendida para a Ruth's Chris Steak House (mais tarde renomeada Ruth's Hospitality Group) por US$ 92 milhões.
Em 2014, tinha 18 estabelecimentos na Flórida, Illinois, Indiana, Kentucky, Michigan, Ohio, Pensilvânia e Wisconsin. No final de 2014, a Landry's, Inc. adquiriu a cadeia à Ruth's por US$ 10 milhões, uma fração do preço de venda de 2008. O negócio incluiu 18 locais do Mitchell's Fish Market e três unidades de steakhouse.
Em janeiro de 2018, existiam 14 estabelecimentos Mitchell's.
Em janeiro de 2021, existiam apenas 8 locais que permaneciam abertos, localizados no Centro-Oeste e um em Louisville, Kentucky, de acordo com a página inicial do Mitchell's.
Em novembro de 2024, apenas 6 unidades estavam em funcionamento, 3 localizados no Michigan, 1 em Ohio, na Pensilvânia e no Wisconsin.